# RN4 (Benin)
Die RN4 ist eine Fernstraße in Benin, die in Akpro-Missérété beginnt und in Cové (Plateau) endet. Sie ist 91 Kilometer lang.
Die Fernstraße beginnt in Akpro-Missérété an der RNIE1 und endet in Cové an der RNIE4.